# Antonia Furnilla
Antonia Furnilla war eine Angehörige der plebeischen gens Antonia und möglicherweise die Großmutter des römischen Kaisers Trajan.
Antonia Furnilla entstammte der römischen Nobilität und war die Tochter des Aulus Antonius Rufus, Suffektkonsul im Jahr 45. Ihr Cognomen Furnilla, das auch ihre Tochter trug, legt eine Beziehung zur gens Furnia nahe, und der Konsul des Jahres 17 v. Chr., Gaius Furnius, könnte ihr Vorfahre mütterlicherseits gewesen sein.
Antonia Furnilla heiratete Quintus Marcius Barea Sura, den Sohn des Suffektkonsuls 34, Quintus Marcius Barea Soranus. Aus der Ehe ging Marcia Furnilla, die zweite Frau des späteren Kaisers Titus, hervor. Eine zweite Tochter war möglicherweise Marcia, die Mutter des späteren Kaisers Trajan. Antonia Furnilla wäre demnach eine der Großmütter Trajans gewesen. Als ihr Schwager Quintus Marcius Barea Soranus, der Suffektkonsul des Jahres 52 und Mitglied der senatorischen Opposition gegen Kaiser Nero, im Jahr 66 wegen seiner Freundschaft zu Rubellius Plautus und wegen angeblicher Anstiftung der Provinzialbevölkerung von Asia zur Revolte während seiner Statthalterschaft um das Jahr 61/62 angeklagt und in den Selbstmord getrieben wurde, ließ sich Titus von ihrer Tochter scheiden. Von ihrem weiteren Leben ist nichts bekannt. Ihrem Mann, der im Familiengrab des Gaius Sulpicius Platorinus – während der Regierungszeit des Augustus besonderer Legat unter Gaius und Lucius Caesar – bestattet wurde, setzte sie die nicht näher zu datierende Grabinschrift. Der Begräbnisort legt eine nicht näher fassbare Beziehung der Marcii Barea zur Familie des Sulpicius Platorinus nahe. Edward Champlin sieht die Marcii Barea als Erben und Nachfahren des Sulpicius Platorinus.